# Шива-сутры Васугупты
Ши́ва-су́тры (санскр. शिवसूत्रा śivasūtrā) — один из основополагающих текстов кашмирского шиваизма, принадлежащий к категории Агам и традиционно приписываемый мудрецу Васугупте. Считается, что «Шива-сутры» дарованы людям, живущим в Кали-югу, как единственный источник, позволяющий сформировать правильное воззрение на природу реальности и обрести освобождение (мокшу). Васугупта, милостью Шивы, полностью постиг глубочайшую суть этих недвойственных учений и передал их своим ближайшим ученикам. В результате этого была сформирована соответствующая линия ученической преемственности, которая сохранилась в Кашмире и поныне.

## История появления
Существуют две легенды о появлении Шива-сутр. Согласно первой легенде, Васугупта получил их во время медитации на Шиву или, по другой версии, Шива явился ему во сне и надиктовал их. Согласно второй, Васугупте во сне явился Шива и приказал посетить место Харван и найти там одноимённую реку, а около неё определённую скалу. На утро Васугупта отправился туда и действительно нашёл скалу с выгравированным на ней текстом. По одной из версий легенды, Васугупта прикоснулся к скале, она перевернулась и на её нижней части он увидел текст. В любом случае, текст «Шива-сутр» считается текстом божественного откровения.
Датировка создания текста — IX век.

## Комментарии
На текст «Шива-сутр» было написано множество комментариев. Один из самых известных — это комментарий Кшемараджи (написанный в X веке н. э.) — Шива-сутра-вимаршини. Второй по значению комментарий — комментарий Бхаскары, называемый Варттика (XII век).

## Содержание
Текст состоит из 77 стихов. Является основой кашмирского шиваизма — представляет собою сжатое изложение трёх методов (санскр. उपाय upāya) состояния атмана (сути, самости человека). Стихи разделены на три неравномерных по размерам раздела — Шамбхавопая (22 стиха), Шактопая (10 стихов) и Анавопая (45 стихов).

Текст написан в сутраническом стиле. Каждая сутра (строка, предложение) — афоризм о человеческой жизни, космологический и жизнеопределяющий. Сутры логически проистекают одна из одной, например, цитата из второй главы:
विद्यासमुत्थाने स्वाभाविके खेचरी शिवावस्था ॥ ५॥
в саморождении знания, в состоянии истинного существования — состояние Шивы «кхечари»
गुरुरुपायः ॥ ६॥

учитель — метод достижения (этого)

## Расхождения в текстах
Существуют несколько вариантов оригинальных текстов на деванагари. Отличия — в пяти строках (из 77). Отличия незначительные, но вносят дополнительные сложности для переводчика. Например, 2 варианта строки 1-16:
śuddhatattvasandhānād vā apaśuśaktiḥ
śuddhatattvasandhānādvāapaśauśaktiḥ

## Переводы
Существует множество переводов на английский. Одними из лучших считаются:
- перевод Шива-сутра-вимаршини, осуществлённый Свами Лакшманджу в 1975 году в Кашмире;
- перевод Шива-сутра-варттика с комментариями Бхаскары, осуществлённый в 1992 году Марком Дичковски (Mark Dyczkowski);
- перевод Шива-сутра-вимаршини, осуществлённый Джаядевом Сингхом в 90-е годы XX века;
- перевод Шива-сутра-вимаршини, осуществлённый Кристофером Уоллисом (Christopher Wallis), опубликованный в 2017 году.

На русском языке существует три перевода Шива-сутр. Один из них, М. Николаевой, является переводом с английского книги Шри Шайлендра Шармы «Йога сутра. Шива сутра». Второй — перевод А. В. Арапова. Оба перевода доступны в интернете. Существует также перевод «Шива сутр» с комментарием «Вимаршини» Кшемараджи, выполненный переводчиком О. Н. Ерченковым.